# Inge Herbrecht
Inge Herbrecht (* 2. September 1925 in Karlsruhe; † 15. April 2012 in Berlin) war eine deutsche Schauspielerin.

## Leben
Inge Herbrecht ließ sich an der Theaterakademie ihrer Geburtsstadt zur Schauspielerin ausbilden. Ihr Bühnendebüt gab sie 1944 am Theater in Bunzlau, später wirkte sie in Tübingen und wieder in Karlsruhe, bis sie nach Berlin kam. Dort spielte Herbrecht am Deutschen Theater, am Theater am Schiffbauerdamm und am Berliner Ensemble. Als Fluchthelferin eine Zeit lang in DDR-Haft, kam sie Anfang der 1960er Jahre nach West-Berlin und setzte an dortigen Bühnen ihre Laufbahn fort, so unter anderem 1994 am Hansa-Theater.
In den 1950er Jahren stand Inge Herbrecht verschiedentlich vor den Kameras des DDR-Fernsehens, 1954 in zwei Folgen der Kurzfilmreihe Das Stacheltier und später für die Krimiserie Blaulicht. Auch nach ihrer Übersiedelung in die Bundesrepublik Deutschland fand Herbrecht neben ihrer Tätigkeit am Theater Arbeit beim Fernsehen. Ulrich Schamoni besetzte sie 1966 in seinem Spielfilm Es, außerdem sah man sie in einer Tatort-Episode und gastweise in Serien wie Motiv Liebe, Liebling Kreuzberg oder Der Schatz im Niemandsland.
Inge Herbrecht war in erster Ehe mit dem Schauspieler Wolfgang Brunecker verheiratet. Aus dieser Ehe ging eine Tochter hervor (* 1947). In zweiter Ehe war sie bis zu dessen Tod 1986 mit ihrem Schauspielkollegen Gerhard Bienert verheiratet.

## Filmografie
- 1952: Schatten über den Inseln
- 1953: Die DEFA Rakete – Folge 1 (Kurzfilm)
- 1954: Das Stacheltier – Der vorbildliche Kunde (Kurzfilm)
- 1954: Das Stacheltier – Stiesels Institut für gute Sitten (Kurzfilm)
- 1955: Pauken und Trompeten (Fernsehfilm)
- 1956: Was, Sie kennen Milton nicht? (Fernsehfilm)
- 1957: Onkelchens Traum oder Eine seltsame Verlobung (Fernsehfilm)
- 1959: Blaulicht (Fernsehserie) – Das Mädchen aus Zelle 7
- 1960: Die Nacht in Zaandam (Fernsehfilm)
- 1960: Blaulicht (Fernsehserie) – Ein gewisser Herr Hügi
- 1966: Es
- 1966: Socialaristokraten (Fernsehfilm)
- 1968: Einer fehlt beim Kurkonzert (Fernsehfilm)
- 1969: Finke & Co (Fernsehserie) – Der dicke Auftrag
- 1971: Drüben bei Lehmanns (Fernsehserie) – Der falsche Weg
- 1972: Sprungbrett (Fernsehserie) – Tommi bleibt am Ball
- 1972: Das Geheimnis der alten Mamsell (Fernsehfilm)
- 1972: Motiv Liebe (Fernsehserie) – Meta und Ernst
- 1973: Im Reservat (Fernsehfilm)
- 1973: Vorsicht Falle (Fernsehserie) – eine Folge
- 1973: Stationen (Fernsehfilm)
- 1973: Zu Gast in unserem Land (Fernsehserie) – Kemal
- 1974: Lohn und Liebe (Fernsehfilm)
- 1974: Delikt Kindesmißhandlung – Aufgezeichnet am Beispiel der Veronika M. (Fernsehfilm)
- 1974: Unter einem Dach (Fernsehserie) – Der Flugkapitän
- 1974–1979: Aktenzeichen XY (Fernsehserie) – fünf Folgen
- 1976: Der aufrechte Gang
- 1977: Jede Woche hat nur einen Sonntag (Fernsehserie)
- 1978: Das kalte Herz
- 1980: Ein Kapitel für sich (Episode #1.3)
- 1980: Meister Timpe (Fernsehfilm)
- 1980–1981: Achtung Zoll! (Fernsehserie) (4 Folgen als Frau Brinkmann)
- 1981: Café Wernicke (Fernsehserie) – Ausgebombt
- 1982: Direktion City (Fernsehserie) – Augen rechts!
- 1986: Tatort – Die kleine Kanaille
- 1986: Rosa Luxemburg
- 1986: Lenz oder die Freiheit (Fernsehserie)
- 1987: Der Schatz im Niemandsland (Fernsehserie) – drei Folgen
- 1988: Liebling Kreuzberg (Fernsehserie) – Ehrengericht
- 1989: Wedding

## Hörspiele
- 1954: Hans Pfriem – Autor: Martinus Hayneccius – Regie: Käthe Rülicke-Weiler
- 1954: Der kaukasische Kreidekreis – Autor und Regie: Bertolt Brecht
- 1969: Klassentreffen – Autorin: Evelyn Peters – Regie: Rolf von Goth